# Zygadenia foersteri
Zygadenia foersteri is een keversoort uit de familie Ommatidae. De wetenschappelijke naam van de soort is voor het eerst geldig gepubliceerd in 1971 door Ponomarenko.